# Günther Enescu
Günther Erich Enescu (Bazna, 25 de novembro de 1955) é um ex-jogador de voleibol da Romênia que competiu nos Jogos Olímpicos de 1980.
Em 1980, ele fez parte da equipe romena que conquistou a medalha de bronze no torneio olímpico, no qual atuou em todas as seis partidas.